# Гогич, Алекс
Александрос (Алекс) Гогич (серб. Alex Gogić, греч. Άλεξ Γκόγκιτς; 13 апреля 1994, Никосия, Кипр) — кипрский и сербский футболист, защитник шотландского клуба «Сент-Миррен» и сборной Кипра.

## Биография
Родился 13 апреля 1994 года в столице Кипра городе Никосия, в семье бывшего игрока сборной Кипра Синиши Гогича. Его отец начинал карьеру в чемпионате Югославии, но в 1989 году переехал на Кипр, где позже получил гражданство.

### Клубная карьера
Воспитанник греческого клуба «Олимпиакос» (Пирей). В 2013 году перешёл в молодёжную команду «Суонси Сити», где провёл чуть больше трёх лет, но за основную команду так и не сыграл. В феврале 2017 года подписал контракт с шотландским клубом «Гамильтон Академикал». Дебютировал в шотландской Премьер-лиге 11 марта в выездном матче с «Харт оф Мидлотиан», в котором вышел на замену на 56-й минуте вместо Дуги Имри. За три с половиной сезона сыграл за команду 70 матчей и забил 2 гола. Летом 2020 года перешёл в другой шотландский клуб «Хиберниан».

### Карьера в сборной
В начале карьеры привлекался в юношескую сборную Сербии. Позже перешёл в сборную Кипра (до 19 лет).
В основную сборную Кипра впервые был вызван осенью 2020 года. Дебютировал 7 октября, отыграв первый тайм в товарищеской встрече со сборной Чехии. 10 октября также сыграл в матче Лиги наций со сборной Люксембурга.